# Jean Card
Jean Card (verheiratete Pearce; * 1. April 1936) ist eine ehemalige britische Hochspringerin.
1958 wurde sie für England startend bei den British Empire and Commonwealth Games in Cardiff Siebte.
Ihre persönliche Bestleistung von 1,67 m stellte sie am 14. Juni 1958 in London auf. 	